# Scholastyk (egzarcha)
Scholastyk – egzarcha Rawenny w latach 713-726. 
Za jego rządów przypada unieważnienie dekretów poprzednich cesarzy dotyczących monoteletyzmu. Doprowadziło to do poprawy stosunków pomiędzy Rzymem a Konstantynopolem. 